# 신판 다이묘
신판 다이묘(일본어: 親藩大名)는 에도 시대에 다이묘를 구분하는 분류 중 하나이다.
도쿠가와 이에야스의 남계 자손을 시조로 한 번의 다이묘들이 이에 속하며, 특히 도쿠가와 씨(徳川氏)를 칭하는 고산케(御三家), 고산쿄(御三卿)의 당주는 쇼군 가문의 대가 끊겼을 때 그 뒤를 잇는 역할도 하였다. 그 외의 집안은 마쓰다이라씨(松平氏)를 칭하였다. 이들 신판 다이묘들의 영지는 에도나 교토, 오사카 등 요충지와 가장 가까운 곳에 위치했다.

## 고산케
아래의 고산케는 이에야스의 남계 남자ㆍ후손이며, 신판 중에서도 한층 더 별격의 취급을 받았다.
- 오와리 도쿠가와가 - 선조 도쿠가와 요시나오
- 키이 도쿠가와가 - 선조 도쿠가와 요리노부
- 미토 도쿠가와가 - 선조 도쿠가와 요리후사

만약, 도쿠가와 쇼군가에 남계 남자 (쇼군 후계자)가 없다면, 이 세 가문이 쇼군을 내도록 정해져 있었다. 또, 도쿠가와 성을 따르는 것 (다른 일문은 마츠다이라 성)이나, 미츠바아오이 가몬의 사용 등이 허용되어 있었다. 다만, 처음에는 미토가 들어있지 않고, 쇼군가ㆍ오와리가ㆍ키슈가를 고산케라 칭하였다. 8대 쇼군 도쿠가와 요시무네와 14대 쇼군 도쿠가와 이에모치는 와카야마번 번주에서, 15대 쇼군 도쿠가와 요시노부는 미토 토쿠가와가의 혈통이지만, 히토츠바시가 당주에서 쇼군으로 취임하였다.

## 고산쿄
요시무네 시대 이후에 고산쿄가 설치되었다, 고산쿄는 "쇼군의 가족"으로 취급되어, 당연히 도쿠가와 성을 칭했다.
- 타야스 도쿠가와가 - 선조 도쿠가와 무네타케. 도쿠가와 요시무네 대에 창설
- 히토츠바시 도쿠가와가 - 선조 도쿠가와 무네타다. 도쿠가와 요시무네 대에 창설
- 시미즈 도쿠가와가 - 선조 도쿠가와 시게요시. 도쿠가와 이에시게 대에 창설

15대 쇼군은 히토츠바시가 당주에서 쇼군으로 취임했다. 쇼군 후계를 보충하는 것 외에, 고산케 중 나고야번 번주와 와카야마번 번주의 양자가 되어 당주를 계승한 자도 여럿있다. 쇼군가나 고산케의 후계 보완을 위해 고산쿄 당주는 종종 당주 부재 시기가 존재했다.

## 일문
에도 시대 초기에는 쇼군가의 차남 이후부터 신판이 세워졌으나, 종가 계승이나 후사 단절 때문에 일시적인 것에 그쳤다.
- 스루가 도쿠가와가 - 선조 도쿠가와 타다나가. 도쿠가와 히데타다의 3남. 슨푸번.
- 코후 도쿠가와가 - 선조 도쿠가와 츠나시게. 도쿠가와 이에미츠의 3남. 코후번.
- 타테바야시 도쿠가와가 - 선조 도쿠가와 츠나요시. 도쿠가와 이에미츠의 4남. 타테바야시번.

고산케, 고산쿄 다음으로 가는 일문으로는 다음과 같다.
- 에치젠 마츠다이라가 - 선조 유우키 히데야스. 도쿠가와 이에야스의 차남.
- 아이즈 마츠다이라가 - 선조 호시나 마사유키. 도쿠가와 히데타다의 4남.
- 오치 마츠다이라가 - 선조 마츠다이라 키요타케 - 도쿠가와 츠나시게의 차남.

이들 일문 다이묘는 가격, 관위 등에서는 우대를 받았지만 (쇼군의 친척일 뿐, 후다이 다이묘는 아니므로) 막부 정치에 참여하는 것은 허용되지 않았다. 다만, 호시나 마사유키는 도쿠가와 이에츠나의 보좌역으로 대정 참여에 취임하여 막부 정치에 종사하였는데, 이는 충실하고 현명한 동생을 신뢰한 이에미츠에 의한 예외이다. 다른 예외로는 오치 마츠다이라가의 마츠다이라 타케치카는 도쿠가와 이에시게 시대에 로쥬가 되었다.
에도 막부 말기에 다다르자, 일문 다이묘의 막부 정치 참여를 볼 수 있게 되었다. 안세이 개혁에서는 도쿠가와 나리아키 (미토 도쿠가와가)가 해안방비 참여에 임했다. 이는 아편전쟁 패배를 당한 청나라의 홍콩 할양, 개국 등 막부의 위급 존망의 가을이라는 특수 사정이 반영된 것이다 (안세이 개혁 참조). 또, 분큐 개혁에서는 시마즈 히사미츠 등의 개입으로 마츠다이라 요시나가 (후쿠이 마츠다이라가)가 정사 총재직에, 히토츠바시 요시노부 (히토츠바시 도쿠가와가)가 쇼군 후견직에, 마츠다이라 카타모리 (아이즈 마츠다이라가)가 교토 슈고직에 각각 임명되었다. 또, 마츠다이라 요시나가가 정사 총재직을 사임한 뒤에는, 같은 에치젠 마츠다이라가의 마츠다이라 나오카츠 (카와고에번 번주)가 후임으로 임명되었다.

## 신판 다이묘의 영지 목록
- 오와리번
- 와카야마 번
- 미토번
- 후쿠이번 - 마쓰에번 - 쓰야마번 - 아카시번 - 마에바시 번 - 가와고에번
- 아이즈와카마쓰 번
- 다테바야시번 - 다나구라번 - 하마다 번
- 오시 번
- 이요 마쓰야마 번 - 구와나번
- 요시이 번

## 같이 보기
- 고카몬
- 고렌시
- 후다이 다이묘
- 도자마 다이묘